# Coupe d'Afrique des nations féminine de football 2024
Navigation
Maroc 2022 Maroc 2026
La Coupe d'Afrique des nations féminine de football 2024 est la treizième édition de la Coupe d'Afrique des nations féminine de football, qui met aux prises les meilleures sélections africaines féminines de football affiliées à la Confédération africaine de football (CAF). Elle se déroule au Maroc pour la deuxième fois consécutive.
Initialement prévue en 2024, la compétition est reportée du 5 au 26 juillet 2025, le tournoi olympique se tenant l'été 2024.

## Organisation

### Désignation du pays hôte
Après avoir abrité l'édition 2022, le Maroc est désigné à nouveau par le comité exécutif de la CAF pour organiser l'édition 2024 de la Coupe d'Afrique des nations féminine le 9 août 2022.
Initialement prévue pour l'été 2024, le tournoi est finalement reporté pour l'année suivante, du 5 au 26 juillet 2025.

### Sponsor officiel
En juillet 2016, Total a annoncé avoir passé un accord de sponsoring avec la Confédération Africaine de Football et devient le « sponsor titre » des compétitions organisées par la CAF. L’accord vaut pour les huit années suivantes et concerne les dix principales compétitions organisées par la CAF, dont la Coupe d'Afrique des Nations féminine, baptisée « Coupe d'Afrique des Nations féminine TotalEnergies ».

### Format
La phase finale de la compétition est organisée en trois groupes de quatre équipes.

## Qualifications
Le Maroc est qualifié automatiquement en tant que pays hôte. Des qualifications sont organisées pour désigner les autres participants.
| Équipe         | Mode de qualification            | Date de qualification | Participation | Meilleur résultat                                                | Dernière participation (résultat obtenu) |
| -------------- | -------------------------------- | --------------------- | ------------- | ---------------------------------------------------------------- | ---------------------------------------- |
| Maroc          | Pays hôte                        | 9 août 2022           | 4e            | Finaliste (2022)                                                 | 2022 (Finaliste)                         |
| Afrique du Sud | Deuxième tour des qualifications | 4 décembre 2023       | 13e           | Vainqueur (2022)                                                 | 2022 (Vainqueur)                         |
| Algérie        | Deuxième tour des qualifications | 4 décembre 2023       | 6e            | Premier tour (2004, 2006, 2010, 2014, 2018)                      | 2018 (Premier tour)                      |
| Ghana          | Deuxième tour des qualifications | 5 décembre 2023       | 11e           | Finaliste (1998, 2002, 2006)                                     | 2018 (Phase de groupe)                   |
| Botswana       | Deuxième tour des qualifications | 5 décembre 2023       | 2e            | Quart-de-finaliste (2022)                                        | 2022 (Quart de finale)                   |
| Tanzanie       | Deuxième tour des qualifications | 5 décembre 2023       | 2e            | Premier tour (2010)                                              | 2010 (Phase de groupe)                   |
| Mali           | Deuxième tour des qualifications | 5 décembre 2023       | 8e            | 4e place (2018)                                                  | 2018 (4e place)                          |
| Nigeria        | Deuxième tour des qualifications | 5 décembre 2023       | 13e           | Vainqueur (1998, 2000, 2002, 2004, 2006, 2010, 2014, 2016, 2018) | 2022 (3e place)                          |
| Zambie         | Deuxième tour des qualifications | 5 décembre 2023       | 4e            | 3e place (2022)                                                  | 2022 (3e place)                          |
| Tunisie        | Deuxième tour des qualifications | 5 décembre 2023       | 3e            | Quart-de-finaliste (2022)                                        | 2022 (Quart de finale)                   |
| Sénégal        | Deuxième tour des qualifications | 5 décembre 2023       | 3e            | Quart-de-finaliste (2022)                                        | 2022 (Quart de finale)                   |
| RD Congo       | Deuxième tour des qualifications | 5 décembre 2023       | 4e            | 3e place (1998)                                                  | 2012 (Premier tour)                      |

## Ville et stades
Rabat, Casablanca, Mohammédia, Oujda et Berkane sont les 5 villes qui ont été choisis comme hôtes de la competition.
| Rabat                    | Casablanca              | Casablanca                 |
| ------------------------ | ----------------------- | -------------------------- |
| Stade olympique de Rabat | Stade Larbi Zaouli      | Stade Père-Jégo            |
| Capacité : 21,000        | Capacité : 20,000       | Capacité : 10,000          |
|                          |                         |                            |
| Mohammédia               | Oujda                   | Berkane                    |
| Stade El Bachir          | Stade d'honneur d'Oujda | Stade municipal de Berkane |
| Capacité : 15,000        | Capacité : 19,800       | Capacité: 12,000           |
|                          |                         |                            |

## Tirage au sort
Le tirage au sort s'est déroulé le vendredi 22 novembre 2024 à Salé au Complexe Mohammed VI de football. Le tirage au sort est effectué par l'arbitre la gardienne sud-africaine Andile Dlamini, l'ancienne joueuse marocaine Fatiha Laassiri et l'arbitre rwandaise Salima Mukansanga.
| Têtes de série      | Chapeau 1    | Chapeau 2    | Chapeau 3      |
| ------------------- | ------------ | ------------ | -------------- |
| Maroc (59)          | Zambie (62)  | Mali (81)    | RD Congo (102) |
| Nigeria (36)        | Ghana (66)   | Sénégal (83) | Tanzanie (145) |
| Afrique du Sud (50) | Tunisie (78) | Algérie (84) | Botswana (153  |

## Tournoi final

### Phase de groupes

#### Groupe A
| Rang | Équipe   | Pts | J | G | N | P | Bp | Bc | Diff |
| ---- | -------- | --- | - | - | - | - | -- | -- | ---- |
| 1    | Maroc    | 7   | 3 | 2 | 1 | 0 | 7  | 4  | +3   |
| 2    | Zambie   | 7   | 3 | 2 | 1 | 0 | 6  | 4  | +2   |
| 3    | Sénégal  | 3   | 3 | 1 | 0 | 2 | 6  | 4  | +2   |
| 4    | RD Congo | 0   | 3 | 0 | 0 | 3 | 2  | 9  | -7   |

Rabat
| Match 1 (Match d'ouverture) | Maroc                           | 2 – 2   | Zambie                                        | Stade olympique, Rabat                                         |                                                                |
| 5 juillet 2025 21h00        | Jraidi 12e (pen.) · Chebbak 87e | (1 – 2) | 1re Banda ( Belemu) · 27e Kundananji ( Banda) | Arbitrage : Shamirah Nabadda Arbitre vidéo : Salima Mukansanga | Arbitrage : Shamirah Nabadda Arbitre vidéo : Salima Mukansanga |
| 5 juillet 2025 21h00        |                                 | Rapport | 44e Chanda · 56e Chilufya                     | Arbitrage : Shamirah Nabadda Arbitre vidéo : Salima Mukansanga | Arbitrage : Shamirah Nabadda Arbitre vidéo : Salima Mukansanga |

| Match 2              | Sénégal                                                                               | 4 – 0   | RD Congo     | Stade El Bachir, Mohammédia                                      |                                                                  |
| 6 juillet 2025 15h00 | ( Kandé) Diop 5e · ( A. Ndiaye) N. Ndiaye 13e · Diop 22e · ( H. Diallo) N. Ndiaye 40e | (4 – 0) |              | Arbitrage : Shahenda El Maghrabi Arbitre vidéo : Ahmed Abdulrazg | Arbitrage : Shahenda El Maghrabi Arbitre vidéo : Ahmed Abdulrazg |
| 6 juillet 2025 15h00 | Kandé 18e                                                                             | Rapport | 37e Kabakaba | Arbitrage : Shahenda El Maghrabi Arbitre vidéo : Ahmed Abdulrazg | Arbitrage : Shahenda El Maghrabi Arbitre vidéo : Ahmed Abdulrazg |

| Match 7              | Zambie                                               | 3 – 2   | Sénégal                                      | Stade El Bachir, Mohammédia                                |                                                            |
| 9 juillet 2025 17h00 | ( Kundananji) Banda 12e · Kundananji 51e · Banda 73e | (1 – 1) | 5e N. Ndiaye ( Kandé) · 80e (pen.) N. Ndiaye | Arbitrage : Vincentia Amédomé Arbitre vidéo : Pierre Atcho | Arbitrage : Vincentia Amédomé Arbitre vidéo : Pierre Atcho |
| 9 juillet 2025 17h00 | Chanda 31e · Musole 79e                              | Rapport | 45+1e Seck · 70e A. Fall                     | Arbitrage : Vincentia Amédomé Arbitre vidéo : Pierre Atcho | Arbitrage : Vincentia Amédomé Arbitre vidéo : Pierre Atcho |

| Match 8              | RD Congo                                             | 2 – 4   | Maroc                                                                                 | Stade olympique, Rabat                                          |                                                                 |
| 9 juillet 2025 20h00 | ( Kabakaba) Kanjinga 6e (pen.) · ( Kasaj) Mawete 70e | (1 – 2) | 25e Chebbak ( Jraïdi) · 43e Chebbak · 75e Chebbak ( El Ghazouani) · 83e (pen.) Mrabet | Arbitrage : Antsino Twanyanyukwa Arbitre vidéo : Letticia Viana | Arbitrage : Antsino Twanyanyukwa Arbitre vidéo : Letticia Viana |
| 9 juillet 2025 20h00 | Kanjinga 65e · Mawete 70e                            | Rapport |                                                                                       | Arbitrage : Antsino Twanyanyukwa Arbitre vidéo : Letticia Viana | Arbitrage : Antsino Twanyanyukwa Arbitre vidéo : Letticia Viana |

| Match 13              | Maroc                   | 1 – 0   | Sénégal                                                                   | Stade olympique de Rabat, Rabat                          |                                                          |
| 12 juillet 2025 20h00 | Mrabet 45+2e (pen.)     | (1 – 0) |                                                                           | Arbitrage : Shamirah Nabadda Arbitre vidéo : Maria Rivet | Arbitrage : Shamirah Nabadda Arbitre vidéo : Maria Rivet |
| 12 juillet 2025 20h00 | Mrabet 7e · Chebbak 82e | Rapport | 31e H. Diallo · 45+1e A. Ndiaye · 45+2e Sané · 79e K. Fall · 90+5e Casset | Arbitrage : Shamirah Nabadda Arbitre vidéo : Maria Rivet | Arbitrage : Shamirah Nabadda Arbitre vidéo : Maria Rivet |

| Match 14              | Zambie        | 1 – 0   | RD Congo                    | Stade El Bachir, Mohammédia                                 |                                                             |
| 12 juillet 2025 18h30 | Kundananji 9e | (1 – 0) |                             | Arbitrage : Josephine Wanjiku Arbitre vidéo : Daniel Laryéa | Arbitrage : Josephine Wanjiku Arbitre vidéo : Daniel Laryéa |
| 12 juillet 2025 18h30 |               | Rapport | 69e Pambani · 90+3e Ngalula | Arbitrage : Josephine Wanjiku Arbitre vidéo : Daniel Laryéa | Arbitrage : Josephine Wanjiku Arbitre vidéo : Daniel Laryéa |

#### Groupe B
| Rang | Équipe   | Pts | J | G | N | P | Bp | Bc | Diff |
| ---- | -------- | --- | - | - | - | - | -- | -- | ---- |
| 1    | Nigeria  | 7   | 3 | 2 | 1 | 0 | 4  | 0  | +4   |
| 2    | Algérie  | 5   | 3 | 1 | 2 | 0 | 1  | 0  | +1   |
| 3    | Botswana | 3   | 3 | 1 | 0 | 2 | 2  | 3  | -1   |
| 4    | Tunisie  | 1   | 3 | 0 | 1 | 2 | 1  | 5  | -4   |

| Match 3              | Nigeria                                                           | 3 – 0   | Tunisie | Stade Larbi Zaouli, Casablanca                             |                                                            |
| 6 juillet 2025 17h00 | ( Babajide) Oshoala 4e · Babajide 45+1e · ( Okoronkwo) Ihezuo 84e | (2 – 0) |         | Arbitrage : Suavis Iratunga Arbitre vidéo : Letticia Viana | Arbitrage : Suavis Iratunga Arbitre vidéo : Letticia Viana |
| 6 juillet 2025 17h00 | Abiodun 22e · Demehin 86e                                         | Rapport |         | Arbitrage : Suavis Iratunga Arbitre vidéo : Letticia Viana | Arbitrage : Suavis Iratunga Arbitre vidéo : Letticia Viana |

| Match 4              | Algérie                          | 1 – 0   | Botswana    | Stade Père Jégo, Casablanca                             |                                                         |
| 6 juillet 2025 20h00 | Karchouni 10e                    | (1 – 0) |             | Arbitrage : Yacine Samassa Arbitre vidéo : Pierre Atcho | Arbitrage : Yacine Samassa Arbitre vidéo : Pierre Atcho |
| 6 juillet 2025 20h00 | Belloumou 53e · Taleb Muller 84e | Rapport | Senwelo 85e | Arbitrage : Yacine Samassa Arbitre vidéo : Pierre Atcho | Arbitrage : Yacine Samassa Arbitre vidéo : Pierre Atcho |

| Match 9               | Tunisie     | 0 – 0   | Algérie       | Stade Père Jégo, Casablanca                             |                                                         |
| 10 juillet 2025 17h00 |             | (0 – 0) |               | Arbitrage : Akhona Makalima Arbitre vidéo : Maria Rivet | Arbitrage : Akhona Makalima Arbitre vidéo : Maria Rivet |
| 10 juillet 2025 17h00 | Ellouzi 64e | Rapport | 58e Belloumou | Arbitrage : Akhona Makalima Arbitre vidéo : Maria Rivet | Arbitrage : Akhona Makalima Arbitre vidéo : Maria Rivet |

| Match 10              | Botswana                  | 0 – 1   | Nigeria     | Stade Larbi Zaouli, Casablanca                              |                                                             |
| 10 juillet 2025 20h00 |                           | (0 – 0) | 89e Ihezuo  | Arbitrage : Aline Umutoni Arbitre vidéo : Salima Mukansanga | Arbitrage : Aline Umutoni Arbitre vidéo : Salima Mukansanga |
| 10 juillet 2025 20h00 | Baeletsi 41e · Bosija 85e | Rapport | 55e Abiodun | Arbitrage : Aline Umutoni Arbitre vidéo : Salima Mukansanga | Arbitrage : Aline Umutoni Arbitre vidéo : Salima Mukansanga |

| Match 15              | Nigeria | 0 – 0   | Algérie    | Stade Larbi Zaouli, Casablanca                                         |                                                                        |
| 13 juillet 2025 20h00 |         | (0 – 0) |            | Arbitrage : Antsino Twanyanyukwa Arbitre vidéo : Abdalaziz Yasir Ahmed | Arbitrage : Antsino Twanyanyukwa Arbitre vidéo : Abdalaziz Yasir Ahmed |
| 13 juillet 2025 20h00 |         | Rapport | 72e Dafeur | Arbitrage : Antsino Twanyanyukwa Arbitre vidéo : Abdalaziz Yasir Ahmed | Arbitrage : Antsino Twanyanyukwa Arbitre vidéo : Abdalaziz Yasir Ahmed |

| Match 16              | Tunisie                       | 1 – 2   | Botswana                                                 | Stade Père Jégo, Casablanca                                   |                                                               |
| 13 juillet 2025 18h30 | Khanchouch 12e                | (1 – 0) | 66e Radiakanyo ( Thanda) · 90+5e Ontlametse ( Tholakele) | Arbitrage : Aline Guimbang Etong Arbitre vidéo : Pierre Atcho | Arbitrage : Aline Guimbang Etong Arbitre vidéo : Pierre Atcho |
| 13 juillet 2025 18h30 | Ben Mbarek 34e · Aouina 45+2e | Rapport | 29e Gaofetoge · 49e Mogotsi                              | Arbitrage : Aline Guimbang Etong Arbitre vidéo : Pierre Atcho | Arbitrage : Aline Guimbang Etong Arbitre vidéo : Pierre Atcho |

#### Groupe C
| Rang | Équipe         | Pts | J | G | N | P | Bp | Bc | Diff |
| ---- | -------------- | --- | - | - | - | - | -- | -- | ---- |
| 1    | Afrique du Sud | 7   | 3 | 2 | 1 | 0 | 7  | 1  | +6   |
| 2    | Ghana          | 4   | 3 | 1 | 1 | 1 | 5  | 4  | +1   |
| 3    | Mali           | 4   | 3 | 1 | 1 | 1 | 2  | 5  | -3   |
| 3    | Tanzanie       | 1   | 3 | 0 | 1 | 2 | 2  | 6  | -4   |

| Match 5              | Afrique du Sud                                   | 2 – 0   | Ghana        | Stade d'Honneur, Oujda                                        |                                                               |
| 7 juillet 2025 17h00 | Motlhalo 28e (pen.) · ( Ramalepe) Seoposenwe 34e | (2 – 0) |              | Arbitrage : Bouchra Karboubi Arbitre vidéo : Lahlou Benbraham | Arbitrage : Bouchra Karboubi Arbitre vidéo : Lahlou Benbraham |
| 7 juillet 2025 17h00 |                                                  | Rapport | 10e Boaduwaa | Arbitrage : Bouchra Karboubi Arbitre vidéo : Lahlou Benbraham | Arbitrage : Bouchra Karboubi Arbitre vidéo : Lahlou Benbraham |

| Match 6              | Mali            | 1 – 0   | Tanzanie       | Stade municipal, Berkane                                     |                                                              |
| 7 juillet 2025 20h00 | S. Traoré 45+1e | (1 – 0) |                | Arbitrage : Aline Guimbang Etong Arbitre vidéo : Maria Rivet | Arbitrage : Aline Guimbang Etong Arbitre vidéo : Maria Rivet |
| 7 juillet 2025 20h00 |                 | Rapport | 19e Mwamakamba | Arbitrage : Aline Guimbang Etong Arbitre vidéo : Maria Rivet | Arbitrage : Aline Guimbang Etong Arbitre vidéo : Maria Rivet |

| Match 11              | Ghana                     | 1 – 1   | Mali                                                         | Stade municipal, Berkane                                 |                                                          |
| 11 juillet 2025 17h00 | Kusi 6e                   | (1 – 0) | 52e A. Traoré ( S. Traoré)                                   | Arbitrage : Ghada Mehat Arbitre vidéo : Lahlou Benbraham | Arbitrage : Ghada Mehat Arbitre vidéo : Lahlou Benbraham |
| 11 juillet 2025 17h00 | Yeboah 38e · Boaduwaa 50e | Rapport | 11e F. Diarra · 27e F. Dembele · 45+4e Y. Niakaté · 79e Koné | Arbitrage : Ghada Mehat Arbitre vidéo : Lahlou Benbraham | Arbitrage : Ghada Mehat Arbitre vidéo : Lahlou Benbraham |

| Match 12              | Tanzanie                     | 1 – 1   | Afrique du Sud              | Stade d'Honneur, Oujda                                |                                                       |
| 11 juillet 2025 20h00 | ( Maseke) Clement 24e        | (1 – 0) | 70e Mbane ( Ramalepe)       | Arbitrage : Akissi Konan Arbitre vidéo : Pierre Atcho | Arbitrage : Akissi Konan Arbitre vidéo : Pierre Atcho |
| 11 juillet 2025 20h00 | Katunzi 72e · Chenge 75e 84e | Rapport | 19e Seoposenwe · 24e Cesane | Arbitrage : Akissi Konan Arbitre vidéo : Pierre Atcho | Arbitrage : Akissi Konan Arbitre vidéo : Pierre Atcho |

| Match 17              | Afrique du Sud                                                            | 4 – 0   | Mali      | Stade d'Honneur, Oujda                                       |                                                              |
| 14 juillet 2025 20h00 | Ramalepe 5e · Jane 32e · ( Dhlamini) Magaia 61e · ( Mthandi) Donnelly 79e | (2 – 0) |           | Arbitrage : Bouchra Karboubi Arbitre vidéo : Abdulrazg Ahmed | Arbitrage : Bouchra Karboubi Arbitre vidéo : Abdulrazg Ahmed |
| 14 juillet 2025 20h00 | Motau 45e                                                                 | Rapport | 30e Konté | Arbitrage : Bouchra Karboubi Arbitre vidéo : Abdulrazg Ahmed | Arbitrage : Bouchra Karboubi Arbitre vidéo : Abdulrazg Ahmed |

| Match 18              | Ghana                                                                                  | 4 – 1   | Tanzanie                  | Stade municipal, Berkane                                     |                                                              |
| 14 juillet 2025 20h00 | Adubea 12e · Kusi 63e (pen.) · ( Boye-Hlorkah) Badu 87e · ( Nyamekye) Boye-Hlorkah 90e | (1 – 1) | 41e Athumani ( Lunyamila) | Arbitrage : Dorsaf Ganouati Arbitre vidéo : Lahlou Benbraham | Arbitrage : Dorsaf Ganouati Arbitre vidéo : Lahlou Benbraham |
| 14 juillet 2025 20h00 | Asantewaa 55e                                                                          | Rapport | 34e Minja                 | Arbitrage : Dorsaf Ganouati Arbitre vidéo : Lahlou Benbraham | Arbitrage : Dorsaf Ganouati Arbitre vidéo : Lahlou Benbraham |

#### Classement des meilleurs troisièmes
Deux équipes classées troisièmes de leur poule sont repêchées pour compléter le tableau des quarts de finale. Pour désigner les deux meilleurs troisièmes (parmi les trois au total), un classement est effectué en comparant les résultats dans leur groupe respectif de chacune des équipes.
| Rang | Équipe   | Pts | J | G | N | P | Bp | Bc | Diff |
| ---- | -------- | --- | - | - | - | - | -- | -- | ---- |
| 1    | Mali     | 4   | 3 | 1 | 1 | 1 | 2  | 5  | -3   |
| 2    | Sénégal  | 3   | 3 | 1 | 0 | 2 | 6  | 4  | +2   |
| 3    | Botswana | 3   | 3 | 1 | 0 | 2 | 2  | 3  | -1   |

### Phase à élimination directe

#### Tableau final
|  | Quarts de finale             | Quarts de finale        | Quarts de finale             | Quarts de finale        |                |                | Demi-finales            | Demi-finales            | Demi-finales                  | Demi-finales                  |                               |                               | Finale                  | Finale                  | Finale                  | Finale                  |
|  |                              |                         |                              |                         |                |                |                         |                         |                               |                               |                               |                               |                         |                         |                         |                         |
|  | 18 juillet 2025 - Rabat      | 18 juillet 2025 - Rabat | 18 juillet 2025 - Rabat      | 18 juillet 2025 - Rabat |                |                | 22 juillet 2025 - Rabat | 22 juillet 2025 - Rabat | 22 juillet 2025 - Rabat       | 22 juillet 2025 - Rabat       |                               |                               | 26 juillet 2025 - Rabat | 26 juillet 2025 - Rabat | 26 juillet 2025 - Rabat | 26 juillet 2025 - Rabat |
|  | 18 juillet 2025 - Rabat      | 18 juillet 2025 - Rabat | 18 juillet 2025 - Rabat      | 18 juillet 2025 - Rabat |                |                | 22 juillet 2025 - Rabat | 22 juillet 2025 - Rabat | 22 juillet 2025 - Rabat       | 22 juillet 2025 - Rabat       |                               |                               | 26 juillet 2025 - Rabat | 26 juillet 2025 - Rabat | 26 juillet 2025 - Rabat | 26 juillet 2025 - Rabat |
|  | Maroc                        | Maroc                   | 3                            | 3                       |                |                | 22 juillet 2025 - Rabat | 22 juillet 2025 - Rabat | 22 juillet 2025 - Rabat       | 22 juillet 2025 - Rabat       |                               |                               | 26 juillet 2025 - Rabat | 26 juillet 2025 - Rabat | 26 juillet 2025 - Rabat | 26 juillet 2025 - Rabat |
|  | Maroc                        | Maroc                   | 3                            | 3                       |                |                | 22 juillet 2025 - Rabat | 22 juillet 2025 - Rabat | 22 juillet 2025 - Rabat       | 22 juillet 2025 - Rabat       |                               |                               | 26 juillet 2025 - Rabat | 26 juillet 2025 - Rabat | 26 juillet 2025 - Rabat | 26 juillet 2025 - Rabat |
|  | Mali                         | Mali                    | 1                            | 1                       |                |                | 22 juillet 2025 - Rabat | 22 juillet 2025 - Rabat | 22 juillet 2025 - Rabat       | 22 juillet 2025 - Rabat       |                               |                               | 26 juillet 2025 - Rabat | 26 juillet 2025 - Rabat | 26 juillet 2025 - Rabat | 26 juillet 2025 - Rabat |
|  | Mali                         | Mali                    | 1                            | 1                       | Maroc tab      | Maroc tab      | 1 (4)                   | 1 (4)                   |                               |                               |                               |                               | 26 juillet 2025 - Rabat | 26 juillet 2025 - Rabat | 26 juillet 2025 - Rabat | 26 juillet 2025 - Rabat |
|  | 19 juillet 2025 - Berkane    |                         |                              |                         | Maroc tab      | Maroc tab      | 1 (4)                   | 1 (4)                   |                               |                               |                               |                               | 26 juillet 2025 - Rabat | 26 juillet 2025 - Rabat | 26 juillet 2025 - Rabat | 26 juillet 2025 - Rabat |
|  |                              |                         | Ghana                        | Ghana                   | 1 (2)          | 1 (2)          |                         |                         |                               |                               |                               |                               | 26 juillet 2025 - Rabat | 26 juillet 2025 - Rabat | 26 juillet 2025 - Rabat | 26 juillet 2025 - Rabat |
|  | Algérie                      | Algérie                 | Ghana                        | Ghana                   | 1 (2)          | 1 (2)          | 0 (2)                   | 0 (2)                   |                               |                               |                               |                               | 26 juillet 2025 - Rabat | 26 juillet 2025 - Rabat | 26 juillet 2025 - Rabat | 26 juillet 2025 - Rabat |
|  | Algérie                      | Algérie                 | 22 juillet 2025 - Casablanca |                         |                |                | 0 (2)                   | 0 (2)                   |                               |                               |                               |                               | 26 juillet 2025 - Rabat | 26 juillet 2025 - Rabat | 26 juillet 2025 - Rabat | 26 juillet 2025 - Rabat |
|  | Ghana tab                    | Ghana tab               | 0 (4)                        | 0 (4)                   |                |                |                         |                         |                               |                               |                               |                               | 26 juillet 2025 - Rabat | 26 juillet 2025 - Rabat | 26 juillet 2025 - Rabat | 26 juillet 2025 - Rabat |
|  | Ghana tab                    | Ghana tab               | 0 (4)                        | 0 (4)                   | Maroc          | Maroc          | 2                       | 2                       |                               |                               |                               |                               |                         |                         |                         |                         |
|  | 18 juillet 2025 - Casablanca |                         |                              |                         | Maroc          | Maroc          | 2                       | 2                       |                               |                               |                               |                               |                         |                         |                         |                         |
|  |                              |                         | Nigeria                      | Nigeria                 | 3              | 3              |                         |                         |                               |                               |                               |                               |                         |                         |                         |                         |
|  | Nigeria                      | Nigeria                 | Nigeria                      | Nigeria                 | 3              | 3              | 5                       | 5                       |                               |                               |                               |                               |                         |                         |                         |                         |
|  | Nigeria                      | Nigeria                 |                              |                         |                |                |                         |                         |                               |                               |                               |                               |                         |                         |                         |                         |
|  | Zambie                       | Zambie                  | 0                            | 0                       |                |                |                         |                         |                               |                               |                               |                               |                         |                         |                         |                         |
|  | Zambie                       | Zambie                  | 0                            | 0                       | Nigeria        | Nigeria        | 2                       | 2                       | Match pour la troisième place | Match pour la troisième place | Match pour la troisième place | Match pour la troisième place |                         |                         |                         |                         |
|  | 19 juillet 2025 - Oujda      |                         |                              |                         | Nigeria        | Nigeria        | 2                       | 2                       | Match pour la troisième place | Match pour la troisième place | Match pour la troisième place | Match pour la troisième place |                         |                         |                         |                         |
|  |                              |                         | Afrique du Sud               | Afrique du Sud          | 1              | 1              |                         |                         | 25 juillet 2025 - Casablanca  | 25 juillet 2025 - Casablanca  | 25 juillet 2025 - Casablanca  | 25 juillet 2025 - Casablanca  |                         |                         |                         |                         |
|  | Afrique du Sud tab           | Afrique du Sud tab      | Afrique du Sud               | Afrique du Sud          | 1              | 1              | 0 (4)                   | 0 (4)                   | 25 juillet 2025 - Casablanca  | 25 juillet 2025 - Casablanca  | 25 juillet 2025 - Casablanca  | 25 juillet 2025 - Casablanca  |                         |                         |                         |                         |
|  | Afrique du Sud tab           | Afrique du Sud tab      |                              |                         |                |                |                         | 0 (4)                   |                               |                               | Ghana tab                     | Ghana tab                     | 1 (4)                   | 1 (4)                   |                         |                         |
|  | Sénégal                      | Sénégal                 | 0 (1)                        | 0 (1)                   |                |                |                         |                         |                               |                               | Ghana tab                     | Ghana tab                     | 1 (4)                   | 1 (4)                   |                         |                         |
|  | Sénégal                      | Sénégal                 | 0 (1)                        | 0 (1)                   | Afrique du Sud | Afrique du Sud | 1 (3)                   | 1 (3)                   |                               |                               |                               |                               |                         |                         |                         |                         |
|  |                              |                         |                              |                         |                |                |                         |                         |                               |                               |                               |                               |                         |                         |                         |                         |

#### Quarts de finale
| Match 19              | Maroc                                                             | 3 – 1   | Mali                           | Stade olympique, Rabat                                     |                                                            |
| 18 juillet 2025 20h00 | ( Ouzraoui) Jraïdi 7e · Jraïdi 79e (pen.) · ( Saoud) Chapelle 89e | (1 – 0) | 90+7e (pen.) A. Traoré         | Arbitrage : Akhona Makalima Arbitre vidéo : Letticia Viana | Arbitrage : Akhona Makalima Arbitre vidéo : Letticia Viana |
| 18 juillet 2025 20h00 |                                                                   | Rapport | 41e F. Dembele · 87e A. Traoré | Arbitrage : Akhona Makalima Arbitre vidéo : Letticia Viana | Arbitrage : Akhona Makalima Arbitre vidéo : Letticia Viana |

| Match 20              | Nigeria | 5 – 0   | Zambie      | Stade Larbi Zaouli, Casablanca                                |                                                               |
| 18 juillet 2026 17h00 | ( Okoronkwo) Ohale 2e · ( Ajibade) Okoronkwo 33e · Ihezuo 45e · ( Okoronkwo) Demehin 68e · ( Ajibade) Ijamilusi 90+1e | (3 – 0) |             | Arbitrage : Bouchra Karboubi Arbitre vidéo : Lahlou Benbraham | Arbitrage : Bouchra Karboubi Arbitre vidéo : Lahlou Benbraham |
| 18 juillet 2026 17h00 | Demehin 28e | Rapport | 40e Nachula | Arbitrage : Bouchra Karboubi Arbitre vidéo : Lahlou Benbraham | Arbitrage : Bouchra Karboubi Arbitre vidéo : Lahlou Benbraham |

| Match 21              | Algérie                                      | 0 – 0 ap          | Ghana                                  | Stade municipal, Berkane                                    |                                                             |
| 19 juillet 2025 17h00 |                                              | (0 – 0)           |                                        | Arbitrage : Aline Umutoni Arbitre vidéo : Salima Mukansanga | Arbitrage : Aline Umutoni Arbitre vidéo : Salima Mukansanga |
| 19 juillet 2025 17h00 | Dafeur 70e · Boutaleb 80e · Ould Braham 100e | Rapport           | 14e Marfo · 67e Boakye ·               | Arbitrage : Aline Umutoni Arbitre vidéo : Salima Mukansanga | Arbitrage : Aline Umutoni Arbitre vidéo : Salima Mukansanga |
| 19 juillet 2025 17h00 | Dafeur · Guellati · Belloumou · Taleb Muller | Tirs au but 2 - 4 | Bonsu · Boaduwaa · Boye-Hlorkah · Badu | Arbitrage : Aline Umutoni Arbitre vidéo : Salima Mukansanga | Arbitrage : Aline Umutoni Arbitre vidéo : Salima Mukansanga |

| Match 22              | Afrique du Sud                         | 0 – 0 ap          | Sénégal                    | Stade d'honneur, Oujda                                          |                                                                 |
| 19 juillet 2025 20h00 |                                        | (0 – 0)           |                            | Arbitrage : Shahenda El Maghrabi Arbitre vidéo : Haggag Ibrahim | Arbitrage : Shahenda El Maghrabi Arbitre vidéo : Haggag Ibrahim |
| 19 juillet 2025 20h00 |                                        | Rapport           | 33e W. Ndiaye · 56e Seck · | Arbitrage : Shahenda El Maghrabi Arbitre vidéo : Haggag Ibrahim | Arbitrage : Shahenda El Maghrabi Arbitre vidéo : Haggag Ibrahim |
| 19 juillet 2025 20h00 | Dhlamini · Makhubela · Salgado · Mbane | Tirs au but 4 - 1 | Diop · N. Ndiaye · Kandé   | Arbitrage : Shahenda El Maghrabi Arbitre vidéo : Haggag Ibrahim | Arbitrage : Shahenda El Maghrabi Arbitre vidéo : Haggag Ibrahim |

#### Demi-finale
| Match 23              | Maroc                                       | 1 – 1 ap          | Ghana                        | Stade olympique, Rabat                                     |                                                            |
| 22 juillet 2025 20h00 | Ouzraoui 55e                                | (0 – 1)           | 26e Nyamekye                 | Arbitrage : Suavis Iratunga Arbitre vidéo : Letticia Viana | Arbitrage : Suavis Iratunga Arbitre vidéo : Letticia Viana |
| 22 juillet 2025 20h00 | Mssoudy 43e · Chebbak 62e · Aït El Haj 114e | Rapport           | 82e Boye-Hlorkah ·           | Arbitrage : Suavis Iratunga Arbitre vidéo : Letticia Viana | Arbitrage : Suavis Iratunga Arbitre vidéo : Letticia Viana |
| 22 juillet 2025 20h00 | Aït El Haj · Jraïdi · Chapelle · Lahmari    | Tirs au but 4 - 2 | Bonsu · Kusi · Badu · Yeboah | Arbitrage : Suavis Iratunga Arbitre vidéo : Letticia Viana | Arbitrage : Suavis Iratunga Arbitre vidéo : Letticia Viana |

| Match 24              | Nigeria                                        | 2 – 1   | Afrique du Sud      | Stade Larbi Zaouli, Casablanca                                |                                                               |
| 22 juillet 2025 17h00 | Ajibade 45e (pen.) · ( Okoronkwo) Alozie 90+4e | (1 – 0) | 60e (pen.) Motlhalo | Arbitrage : Shamirah Nabadda Arbitre vidéo : Lahlou Benbraham | Arbitrage : Shamirah Nabadda Arbitre vidéo : Lahlou Benbraham |
| 22 juillet 2025 17h00 | Ayinde 75e · Ihezuo 90+7e                      | Rapport |                     | Arbitrage : Shamirah Nabadda Arbitre vidéo : Lahlou Benbraham | Arbitrage : Shamirah Nabadda Arbitre vidéo : Lahlou Benbraham |

#### Match pour la troisième place
| Match 25              | Ghana                                       | 1 – 1             | Afrique du Sud                                   | Stade Larbi Zaouli, Casablanca                                    |                                                                   |
| 25 juillet 2025 20h00 | Dlamini 68e (csc)                           | (0 – 1)           | 45e Mthandi                                      | Arbitrage : Shahenda El Maghrabi Arbitre vidéo : Lahlou Benbraham | Arbitrage : Shahenda El Maghrabi Arbitre vidéo : Lahlou Benbraham |
| 25 juillet 2025 20h00 | Boye-Hlorkah 60e · Duah 70e · Boakye 81e    | Rapport           | 63e Mohlakoana ·                                 | Arbitrage : Shahenda El Maghrabi Arbitre vidéo : Lahlou Benbraham | Arbitrage : Shahenda El Maghrabi Arbitre vidéo : Lahlou Benbraham |
| 25 juillet 2025 20h00 | Boye-Hlorkah · Kusi · Bonsu · Cudjoe · Amoh | Tirs au but 4 – 3 | Motlhalo · Mbane · Holweni · Magaia · Seoposenwe | Arbitrage : Shahenda El Maghrabi Arbitre vidéo : Lahlou Benbraham | Arbitrage : Shahenda El Maghrabi Arbitre vidéo : Lahlou Benbraham |

#### Finale
| Maroc ·         |                      |       |
| Titulaires :    |                      |       |
|                 |                      |       |
| 01              | Khadija Er-Rmichi    |       |
| 02              | Zineb Redouani       |       |
| 03              | Nouhaila Benzina     |       |
| 07              | Ghizlane Chebbak     |       |
| 09              | Ibtissam Jraïdi      | 74e   |
| 10              | Najat Badri          |       |
| 14              | Aziza Rabbah         | 90+1e |
| 17              | Hanane Aït El Haj    |       |
| 18              | Sanaâ Mssoudy        |       |
| 19              | Sakina Ouzraoui Diki |       |
| 21              | Yasmin Mrabet        | 75e   |
|                 |                      |       |
| Remplaçants :   |                      |       |
| 20              | Imane Saoud          | 74e   |
| 05              | Sarah Kassi          | 75e   |
| 08              | Kenza Chapelle       | 90+1e |
| 04              | Siham Boukhami       |       |
| 06              | Élodie Nakkach       |       |
| 13              | Sabah Seghir         |       |
| 16              | Anissa Lahmari       |       |
| 22              | Inès Arouaissa       |       |
| 23              | Hind Hasnaoui        |       |
| 24              | Imène El Ghazouani   |       |
|                 |                      |       |
| Sélectionneur : |                      |       |
| Jorge Vilda     |                      |       |

| Nigeria ·       |                     |       |
| Titulaires :    |                     |       |
|                 |                     |       |
| 16              | Chiamaka Nnadozie   |       |
| 03              | Osinachi Ohale      |       |
| 05              | Ashleigh Plumptre   |       |
| 06              | Esther Okoronkwo    | 90+3e |
| 13              | Deborah Abiodun     |       |
| 14              | Oluwatosin Demehin  |       |
| 15              | Rasheedat Ajibade   |       |
| 18              | Halimatu Ayinde     | 59e   |
| 19              | Chinwendu Ihezuo    | 58e   |
| 20              | Folashade Ijamilusi | 78e   |
| 22              | Michelle Alozie     | 90+3e |
|                 |                     |       |
| Remplaçants :   |                     |       |
| 02              | Rinsola Babajide    | 58e   |
| 12              | Jennifer Echegini   | 59e   |
| 08              | Asisat Oshoala      | 78e   |
| 11              | Sikiratu Isah       | 90+3e |
| 04              | Shukurat Oladipo    | 90+3e |
| 01              | Tochukwu Oluehi     |       |
| 07              | Toni Payne          |       |
| 09              | Ifeoma Onumonu      |       |
| 10              | Christy Ucheibe     |       |
| 24              | Chioma Okafor       |       |
|                 |                     |       |
| Sélectionneur : |                     |       |
| Justine Madugu  |                     |       |

| Maroc ·         |                      |       |
| Titulaires :    |                      |       |
|                 |                      |       |
| 01              | Khadija Er-Rmichi    |       |
| 02              | Zineb Redouani       |       |
| 03              | Nouhaila Benzina     |       |
| 07              | Ghizlane Chebbak     |       |
| 09              | Ibtissam Jraïdi      | 74e   |
| 10              | Najat Badri          |       |
| 14              | Aziza Rabbah         | 90+1e |
| 17              | Hanane Aït El Haj    |       |
| 18              | Sanaâ Mssoudy        |       |
| 19              | Sakina Ouzraoui Diki |       |
| 21              | Yasmin Mrabet        | 75e   |
|                 |                      |       |
| Remplaçants :   |                      |       |
| 20              | Imane Saoud          | 74e   |
| 05              | Sarah Kassi          | 75e   |
| 08              | Kenza Chapelle       | 90+1e |
| 04              | Siham Boukhami       |       |
| 06              | Élodie Nakkach       |       |
| 13              | Sabah Seghir         |       |
| 16              | Anissa Lahmari       |       |
| 22              | Inès Arouaissa       |       |
| 23              | Hind Hasnaoui        |       |
| 24              | Imène El Ghazouani   |       |
|                 |                      |       |
| Sélectionneur : |                      |       |
| Jorge Vilda     |                      |       |

| Nigeria ·       |                     |       |
| Titulaires :    |                     |       |
|                 |                     |       |
| 16              | Chiamaka Nnadozie   |       |
| 03              | Osinachi Ohale      |       |
| 05              | Ashleigh Plumptre   |       |
| 06              | Esther Okoronkwo    | 90+3e |
| 13              | Deborah Abiodun     |       |
| 14              | Oluwatosin Demehin  |       |
| 15              | Rasheedat Ajibade   |       |
| 18              | Halimatu Ayinde     | 59e   |
| 19              | Chinwendu Ihezuo    | 58e   |
| 20              | Folashade Ijamilusi | 78e   |
| 22              | Michelle Alozie     | 90+3e |
|                 |                     |       |
| Remplaçants :   |                     |       |
| 02              | Rinsola Babajide    | 58e   |
| 12              | Jennifer Echegini   | 59e   |
| 08              | Asisat Oshoala      | 78e   |
| 11              | Sikiratu Isah       | 90+3e |
| 04              | Shukurat Oladipo    | 90+3e |
| 01              | Tochukwu Oluehi     |       |
| 07              | Toni Payne          |       |
| 09              | Ifeoma Onumonu      |       |
| 10              | Christy Ucheibe     |       |
| 24              | Chioma Okafor       |       |
|                 |                     |       |
| Sélectionneur : |                     |       |
| Justine Madugu  |                     |       |

## Statistiques

### Classement des buteuses
5 buts
- Ghizlane Chebbak

4 buts
- Nguenar Ndiaye

3 buts
- Ibtissam Jraïdi
- Chinwendu Ihezuo
- Barbra Banda
- Racheal Kundananji

2 buts
- Alice Kusi
- Aïssata Traoré
- Yasmin Mrabet
- Folashade Ijamilusi
- Esther Okoronkwo
- Mama Diop
- Linda Motlhalo

1 but
- Ghoutia Karchouni
- Gaonyadiwe Ontlametse
- Lesego Radiakanyo
- Merveille Kanjinga
- Flavine Mawete
- Princella Adubea
- Evelyn Badu
- Chantelle Boye-Hlorkah
- Stella Nyamekye
- Saratou Traoré
- Kenza Chapelle
- Sanaâ Mssoudy
- Sakina Ouzraoui Diki
- Rasheedat Ajibade
- Michelle Alozie
- Rinsola Babajide
- Oluwatosin Demehin
- Jennifer Echegini
- Osinachi Ohale
- Asisat Oshoala
- Ronnel Donnelly
- Refiloe Jane
- Hildah Magaia
- Bambanani Mbane
- Nonhlanhla Mthandi
- Lebohang Ramalepe
- Jermaine Seoposenwe
- Stumai Athumani
- Opah Clement
- Yesmin Khanchouch

but contre son camp
- Andile Dlamini (pour Ghana)

### Classement des passeuses décisives
6 passes
- Esther Okoronkwo

2 passes
- Ibtissam Jraïdi
- Rasheedat Ajibade
- Méta Kandé
- Lebohang Ramalepe

1 passe
- Mokgabo Thanda
- Refilwe Tholakele
- Naomie Kabakaba
- Marlène Kasaj
- Chantelle Boye-Hlorkah
- Stella Nyamekye
- Saratou Traoré
- Imène El Ghazouani
- Sakina Ouzraoui Diki
- Imane Saoud
- Rinsola Babajide
- Hapsatou Malado Diallo
- Adji Ndiaye
- Karabo Dhlamini
- Nonhlanhla Mthandi
- Enekia Lunyamila
- Ester Maseke
- Barbra Banda
- Margaret Belemu
- Racheal Kundananji

## Récompenses individuelles
Les distinctions individuelles de la compétition sont : 
- Meilleure joueuse :  Rasheedat Ajibade
- Meilleure buteuse :  Ghizlane Chebbak (5 buts)
- Meilleure gardienne :  Chiamaka Nnadozie
- Meilleur entraîneur :  Justine Madugu
- Prix du fair-play :  Afrique du Sud